# Camilla Luddington
Camilla Anne Luddington (Berkshire, Inglaterra, 15 de diciembre de 1983) es una actriz británica. Es reconocida por hacer el papel de la duquesa de Cambridge, Catherine Middleton, en la película William & Kate; también por formar parte del drama médico de ABC Grey's Anatomy, donde interpreta a la doctora Jo Wilson; y por darle voz a Lara Croft en la última trilogía de los videojuegos de Tomb Raider.

## Biografía
Es originaria de Berkshire y fue educada en un Colegio de niñas en Ascot, Berkshire. Más tarde asistió a la escuela americana en Inglaterra Thorpe en Surrey. Desde entonces ha trabajado principalmente en los Estados Unidos.
Su carrera empezó con participaciones capitulares en series estadounidenses como C.S.I o Days of our lives entre otros. En 2011 saltó a la fama por su interpretación de la actual duquesa de Cambridge en la película William y Kate: La película, un film sobre la relación entre el Príncipe Guillermo de Inglaterra y Kate Middleton que narra la historia amorosa de la pareja desde que se conocieron en la Universidad de Saint Andrews hasta su compromiso matrimonial.
En 2012 se incorporó al reparto de la quinta temporada de la serie Californication como personaje recurrente. También ese año participó en la quinta temporada de la serie True Blood.
El 26 de junio de 2012, Crystal Dynamics confirmó que Luddington interpretaría a Lara Croft en el videojuego Tomb Raider.
Desde finales de 2012 forma parte del elenco de la serie médica de ABC creada por Shonda Rhimes Anatomía de Grey, donde interpreta a la Doctora Jo Wilson.

## Filmografía
| 2007          | A Couple of White Chicks at the Hairdresser | Recepcionista              |                                    |      |                                 |  |
| 2009          | Behaving Badly                              | Auxiliar de vuelo          |                                    | 2009 | El Gran Concierto-Parte 1 Extra |  |
| 2010          | The Forgotten                               | Jane Doe / Emma Clark      | Episodio: "Train Jane"             |      |                                 |  |
| 2010          | CSI: Crime Scene Investigation              | Claire                     | Episodio: "Lost & Found"           |      |                                 |  |
| 2010          | Days of our Lives                           | Tiffany                    | Episodio: "1.11379"                |      |                                 |  |
| 2010          | Big Time Rush                               | Rebecca                    | Episodio: "Big Time Concert"       |      |                                 |  |
| 2011          | Friends with Benefits                       | Mujer                      | Episodio: "The Benefit of Friends" |      |                                 |  |
| 2011          | The Defenders                               | Talia                      | Episodio: "Nevada v. Wayne"        |      |                                 |  |
| 2011          | Accidentally in Love                        | Sandra                     | Película de televisión             |      |                                 |  |
| 2011          | Willian & Kate                              | Catherine "Kate" Middleton | Película de televisión             |      |                                 |  |
| 2012          | Serving Time                                | Cammy                      | Episodio: "Fresh Meet"             |      |                                 |  |
| 2012          | Californication                             | Lizzie                     | 10 episodios                       |      |                                 |  |
| 2012          | True Blood                                  | Claudette Crane            | 6 episodios                        |      |                                 |  |
| 2012-presente | Grey's Anatomy                              | Jo Wilson/Brooke Stadler   | Recurrente T9 Principal T10-       |      |                                 |  |
| 2017          | Lo que de verdad importa                    | Cecilia                    | Película                           |      |                                 |  |

### Videojuegos
| Año  | Título                    | Personaje  |
| ---- | ------------------------- | ---------- |
| 2013 | Tomb Raider               | Lara Croft |
| 2015 | Rise of the Tomb Raider   | Lara Croft |
| 2018 | Shadow of the Tomb Raider | Lara Croft |

## Vida privada
En octubre de 2016 anunció a través de su cuenta de Instagram que estaba embarazada de su pareja, el también actor Matthew Alan. En abril de 2017 nació su hija, Hayden Mary Alan y en agosto de 2020 nació su hijo, Lucas Matthew Alan. En enero de 2018, ella y Alan se comprometieron. Se casaron el 19 de agosto de 2019.